# آنتونیو سیچیلیانو
آنتونیو سیچیلیانو (ایتالیایی: Antonio Siciliano؛ زادهٔ ۴ فوریهٔ ۱۹۳۶) تدوین‌گر اهل ایتالیا است. در سال ۱۹۹۲، او جایزهٔ دیوید دی دوناتلو برای «بهترین تدوین» را برای فیلم لعنت به روزی که تو را ملاقات کردم ساختهٔ کارلو وردونه دریافت کرد.
از فیلم‌ها یا سریال‌های تلویزیونی که وی در آن‌ها نقش داشته است، می‌توان به بازپرسی به پایان رسید، فراموش کنید، کشور زیبا، رو به جلو… حرکت!، معضل بزرگ، بانیوماریا، نه ممنون، قهوه مرا عصبی می‌کند، ارادهٔ آنا، بارتالی: مرد آهنین، اردک در سس پرتقال، امشب در منزل آلیس، سلام مریخی، لعنت به روزی که تو را ملاقات کردم، هم‌کلاسی‌ها، چه بر سر سولانژ آوردی؟، مجنون!، شاه‌میگو برای صبحانه، رام کردن زن سرکش و فروشگاه بزرگ اشاره نمود.